# Leonidas Stergiou
Leonidas Stergiou (Wattwil, Suiza, 3 de marzo de 2002) es un futbolista suizo de origen griego. Su posición es la de defensa y su club es el VfB Stuttgart de la 1. Bundesliga.

## Selección nacional

### Sub-21
El 27 de agosto de 2021 fue incluido en lista de jugadores que disputarían los primeros juegos de la clasificación para la Eurocopa Sub-21. Arrancó como titular y completo todo el encuentro del 3 de septiembre contra Gibraltar, al final su selección ganó por marcador de 4-0.
El 15 de junio de 2023 fue incluido en la lista de 23 jugadores que disputarían la Eurocopa Sub-21.

#### Participaciones en selección nacional
| Torneo                                                                  | Categoría | Sede              | Resultado    | Partidos | Goles |
| ----------------------------------------------------------------------- | --------- | ----------------- | ------------ | -------- | ----- |
| Fase de clasificación para el Campeonato Europeo Sub-17 de la UEFA 2019 | Sub-17    | Irlanda           | No clasificó | 6        | 1     |
| Fase de clasificación para el Campeonato Europeo de la UEFA Sub-19 2020 | Sub-19    | Irlanda del Norte | Cancelado    | 2        | 0     |
| Fase de clasificación par la Eurocopa Sub-21 de 2021                    | Sub-21    | Italia            | Clasificó    | 1        | 0     |
| Eurocopa Sub-21 de 2021                                                 | Sub-21    | Eslovenia         | Primera fase | 1        | 0     |
| Fase de clasificación par la Eurocopa Sub-21 de 2023                    | Sub-21    | Georgia           | Clasificó    | 6        | 0     |
| Eurocopa 2023                                                           | Sub-21    | Georgia           | En disputa   | 2        | 0     |

### Absoluta
El 12 de junio de 2022 debutó con la selección de Suiza en un encuentro de la Liga de Naciones de la UEFA 2022-23 contra Portugal que ganaron por uno a cero.

#### Participaciones en Eurocopas
| Copa          | Sede     | Resultado        | Partidos | Goles |
| ------------- | -------- | ---------------- | -------- | ----- |
| Eurocopa 2024 | Alemania | Cuartos de final | 3        | 0     |

## Estadísticas

### Clubes
Actualizado al último partido jugado el 25 de abril de 2024.
| Club | Div.          | Temporada     | Liga  | Liga  | Copas nacionales(1) | Copas nacionales(1) | Copas internacionales(2) | Copas internacionales(2) | Total | Total |
| Club | Div.          | Temporada     | Part. | Goles | Part.               | Goles               | Part.                    | Goles                    | Part. | Goles |
| --- | ------------- | ------------- | ----- | ----- | ------------------- | ------------------- | ------------------------ | ------------------------ | ----- | ----- |
| St. Gallen II · Suiza | 4.ª           | 2018-19       | 5     | 0     | —                   | —                   | —                        | —                        | 5     | 0     |
| St. Gallen II · Suiza | Total club    | Total club    | 5     | 0     | 0                   | 0                   | 0                        | 0                        | 5     | 0     |
| F. C. St. Gallen · Suiza | 1.ª           |               |       |       |                     |                     |                          |                          |       |       |
| F. C. St. Gallen · Suiza | 1.ª           | 2018-19       | 11    | 0     | —                   | —                   | —                        | —                        | 11    | 0     |
| F. C. St. Gallen · Suiza | 1.ª           | 2019-20       | 34    | 1     | 2                   | 0                   | —                        | —                        | 36    | 1     |
| F. C. St. Gallen · Suiza | 1.ª           | 2020-21       | 32    | 0     | 4                   | 0                   | 1                        | 0                        | 37    | 0     |
| F. C. St. Gallen · Suiza | 1.ª           | 2021-22       | 27    | 0     | 3                   | 0                   | —                        | —                        | 30    | 0     |
| F. C. St. Gallen · Suiza | 1.ª           | 2022-23       | 35    | 0     | 4                   | 0                   | —                        | —                        | 39    | 0     |
| F. C. St. Gallen · Suiza | Total club    | Total club    | 139   | 1     | 13                  | 0                   | 1                        | 0                        | 153   | 1     |
| VfB Stuttgart · Alemania | 1.ª           | 2023-24       | 15    | 1     | 3                   | 0                   | —                        | —                        | 18    | 1     |
| VfB Stuttgart · Alemania | 1.ª           | 2024-25       | 12    | 1     | 2                   | 0                   | 4                        | 0                        | 18    | 1     |
| VfB Stuttgart · Alemania | Total club    | Total club    | 27    | 2     | 5                   | 0                   | 4                        | 0                        | 36    | 2     |
| VfB Stuttgart II · Alemania | 3.ª           | 2024-25       | 1     | 0     | —                   | —                   | —                        | —                        | 1     | 0     |
| VfB Stuttgart II · Alemania | Total club    | Total club    | 1     | 0     | 0                   | 0                   | 0                        | 0                        | 1     | 0     |
| Total carrera | Total carrera | Total carrera | 172   | 3     | 18                  | 0                   | 5                        | 0                        | 195   | 3     |
| (1) Incluye datos de Copa de Suiza y Copa de Alemania. (2) Incluye datos de Liga de Campeones de la UEFA y Liga Europa de la UEFA. |               |               |       |       |                     |                     |                          |                          |       |       |

## Palmarés

### Campeonatos nacionales
| Título           | Club          | País     | Año  |
| ---------------- | ------------- | -------- | ---- |
| Copa de Alemania | VfB Stuttgart | Alemania | 2025 |